# 米卡埃尔·安德松 (1959年)
米卡埃尔·安德松（瑞典語：Mikael Andersson，1959年7月6日—），瑞典男子冰球运动员，职业生涯期间曾效力于四个不同的俱乐部。他曾代表瑞典国家队参加1988年冬季奥林匹克运动会冰球比赛，获得一枚铜牌。